# Grand Prix Pau
Grand Prix Pau, oficj. Grand Prix de Pau – wyścig samochodowy, odbywający się od 1933 roku (z przerwami w latach 1934, 1946, 1956, 2010 i w czasie II wojny światowej).
Wyścig odbywa się na torze Circuit de Pau-Ville w Pau w południowo-wschodniej Francji. Przez lata startowały tu samochody różnych klas wyścigowych, począwszy od Grand Prix, przez Formuły Libre, samochodów sportowych, Formuły 1, Formuły 2, Formuły 3, Formuły 3000, po wyścigi samochodów turystycznych.
Od 2001 roku tydzień przed wyścigiem odbywają się wyścigi samochodów historycznych.

## Zwycięzcy
| Rok       | Zwycięzca                                                                   | Samochód                                                                    | Seria                                                                       | Wyniki                                                                      |
| --------- | --------------------------------------------------------------------------- | --------------------------------------------------------------------------- | --------------------------------------------------------------------------- | --------------------------------------------------------------------------- |
| 1933      | Marcel Lehoux                                                               | Bugatti                                                                     | Formuła Libre                                                               | Wyniki                                                                      |
| 1934      | Nie rozgrywano                                                              | Nie rozgrywano                                                              | Nie rozgrywano                                                              | Nie rozgrywano                                                              |
| 1935      | Tazio Nuvolari                                                              | Alfa Romeo                                                                  | Formuła Libre                                                               | Wyniki                                                                      |
| 1936      | Philippe Étancelin                                                          | Maserati                                                                    | Formuła Libre                                                               | Wyniki                                                                      |
| 1937      | Jean-Pierre Wimille                                                         | Bugatti                                                                     | Formuła Libre                                                               | Wyniki                                                                      |
| 1938      | René Dreyfus                                                                | Delahaye                                                                    | Grand Prix                                                                  | Wyniki                                                                      |
| 1939      | Hermann Lang                                                                | Mercedes-Benz                                                               | Grand Prix                                                                  | Wyniki                                                                      |
| 1940–1946 | Nie rozgrywano (II wojna światowa)                                          | Nie rozgrywano (II wojna światowa)                                          | Nie rozgrywano (II wojna światowa)                                          | Nie rozgrywano (II wojna światowa)                                          |
| 1947      | Nello Pagani                                                                | Maserati                                                                    | Formuła 1                                                                   | Wyniki                                                                      |
| 1948      | Nello Pagani                                                                | Maserati                                                                    | Formuła 1                                                                   | Wyniki                                                                      |
| 1949      | Juan Manuel Fangio                                                          | Maserati                                                                    | Formuła 1                                                                   | Wyniki                                                                      |
| 1950      | Juan Manuel Fangio                                                          | Maserati                                                                    | Formuła 1                                                                   | Wyniki                                                                      |
| 1951      | Luigi Villoresi                                                             | Ferrari                                                                     | Formuła 1                                                                   | Wyniki                                                                      |
| 1952      | Alberto Ascari                                                              | Ferrari                                                                     | Formuła 2                                                                   | Wyniki                                                                      |
| 1953      | Alberto Ascari                                                              | Ferrari                                                                     | Formuła 2                                                                   | Wyniki                                                                      |
| 1954      | Jean Behra                                                                  | Gordini                                                                     | Formuła 1                                                                   | Wyniki                                                                      |
| 1955      | Jean Behra                                                                  | Maserati                                                                    | Formuła 1                                                                   | Wyniki                                                                      |
| 1956      | Nie rozgrywano (Zawieszenie po wypadku w 24-godzinnym wyścigu Le Mans 1955) | Nie rozgrywano (Zawieszenie po wypadku w 24-godzinnym wyścigu Le Mans 1955) | Nie rozgrywano (Zawieszenie po wypadku w 24-godzinnym wyścigu Le Mans 1955) | Nie rozgrywano (Zawieszenie po wypadku w 24-godzinnym wyścigu Le Mans 1955) |
| 1957      | Jean Behra                                                                  | Maserati                                                                    | Formuła 1                                                                   | Wyniki                                                                      |
| 1958      | Maurice Trintignant                                                         | Cooper-Climax                                                               | Formuła 2                                                                   | Wyniki                                                                      |
| 1959      | Maurice Trintignant                                                         | Cooper-Climax                                                               | Formuła 2                                                                   | Wyniki                                                                      |
| 1960      | Jack Brabham                                                                | Cooper-Climax                                                               | Formuła 2                                                                   | Wyniki                                                                      |
| 1961      | Jim Clark                                                                   | Lotus-Climax                                                                | Formuła 1                                                                   | Wyniki                                                                      |
| 1962      | Maurice Trintignant                                                         | Lotus-Climax                                                                | Formuła 1                                                                   | Wyniki                                                                      |
| 1963      | Jim Clark                                                                   | Lotus-Climax                                                                | Formuła 1                                                                   | Wyniki                                                                      |
| 1964      | Jim Clark                                                                   | Lotus-Ford                                                                  | Formuła 2 (Trophée de France)                                               | Wyniki                                                                      |
| 1965      | Jim Clark                                                                   | Lotus-Ford                                                                  | Formuła 2 (Trophée de France)                                               | Wyniki                                                                      |
| 1966      | Jack Brabham                                                                | Brabham-Honda                                                               | Formuła 2 (Trophée de France)                                               | Wyniki                                                                      |
| 1967      | Jochen Rindt                                                                | Brabham-Ford                                                                | Formuła 2 (Trophée de France)                                               | Wyniki                                                                      |
| 1968      | Jackie Stewart                                                              | Matra-Ford                                                                  | Formuła 2 (Trophée de France)                                               | Wyniki                                                                      |
| 1969      | Jochen Rindt                                                                | Lotus-Ford                                                                  | Formuła 2 (Trophée de France)                                               | Wyniki                                                                      |
| 1970      | Jochen Rindt                                                                | Lotus-Ford                                                                  | Formuła 2 (Trophée de France)                                               | Wyniki                                                                      |
| 1971      | Reine Wisell                                                                | Lotus-Ford                                                                  | Formuła 2 (Trophée de France)                                               | Wyniki                                                                      |
| 1972 *    | Peter Gethin                                                                | Chevron-Ford                                                                | Formuła 2 (Europejska Formuła 2)                                            | Wyniki                                                                      |
| 1973 *    | François Cevert                                                             | Elf-Ford                                                                    | Formuła 2 (Europejska Formuła 2)                                            | Wyniki                                                                      |
| 1974      | Patrick Depailler                                                           | March-BMW                                                                   | Formuła 2 (Europejska Formuła 2)                                            | Wyniki                                                                      |
| 1975      | Jacques Laffite                                                             | Martini-BMW                                                                 | Formuła 2 (Europejska Formuła 2)                                            | Wyniki                                                                      |
| 1976      | René Arnoux                                                                 | Martini-Renault                                                             | Formuła 2 (Europejska Formuła 2)                                            | Wyniki                                                                      |
| 1977      | René Arnoux                                                                 | Martini-Renault                                                             | Formuła 2 (Europejska Formuła 2)                                            | Wyniki                                                                      |
| 1978      | Bruno Giacomelli                                                            | March-BMW                                                                   | Formuła 2 (Europejska Formuła 2)                                            | Wyniki                                                                      |
| 1979      | Eddie Cheever                                                               | Osella-BMW                                                                  | Formuła 2 (Europejska Formuła 2)                                            | Wyniki                                                                      |
| 1980      | Richard Dallest                                                             | AGS-BMW                                                                     | Formuła 2 (Europejska Formuła 2)                                            | Wyniki                                                                      |
| 1981      | Geoff Lees                                                                  | Ralt-Honda                                                                  | Formuła 2 (Europejska Formuła 2)                                            | Wyniki                                                                      |
| 1982      | Johnny Cecotto                                                              | March-BMW                                                                   | Formuła 2 (Europejska Formuła 2)                                            | Wyniki                                                                      |
| 1983      | Jo Gartner                                                                  | Spirit-BMW                                                                  | Formuła 2 (Europejska Formuła 2)                                            | Wyniki                                                                      |
| 1984      | Mike Thackwell                                                              | Ralt-Honda                                                                  | Formuła 2 (Europejska Formuła 2)                                            | Wyniki                                                                      |
| 1985      | Christian Danner                                                            | March-Cosworth                                                              | Formuła 3000                                                                | Wyniki                                                                      |
| 1986      | Mike Thackwell                                                              | Ralt-Honda                                                                  | Formuła 3000                                                                | Wyniki                                                                      |
| 1987      | Yannick Dalmas                                                              | March-Cosworth                                                              | Formuła 3000                                                                | Wyniki                                                                      |
| 1988      | Roberto Moreno                                                              | Reynard-Cosworth                                                            | Formuła 3000                                                                | Wyniki                                                                      |
| 1989      | Jean Alesi                                                                  | Reynard-Mugen                                                               | Formuła 3000                                                                | Wyniki                                                                      |
| 1990      | Eric van de Poele                                                           | Reynard-Cosworth                                                            | Formuła 3000                                                                | Wyniki                                                                      |
| 1991      | Jean-Marc Gounon                                                            | Ralt-Cosworth                                                               | Formuła 3000                                                                | Wyniki                                                                      |
| 1992      | Emanuele Naspetti                                                           | Reynard-Cosworth                                                            | Formuła 3000                                                                | Wyniki                                                                      |
| 1993      | Pedro Lamy                                                                  | Reynard-Cosworth                                                            | Formuła 3000                                                                | Wyniki                                                                      |
| 1994      | Gil de Ferran                                                               | Reynard-Judd                                                                | Formuła 3000                                                                | Wyniki                                                                      |
| 1995      | Vincenzo Sospiri                                                            | Reynard-Cosworth                                                            | Formuła 3000                                                                | Wyniki                                                                      |
| 1996      | Jörg Müller                                                                 | Lola-Zytek                                                                  | Formuła 3000                                                                | Wyniki                                                                      |
| 1997      | Juan Pablo Montoya                                                          | Lola-Zytek                                                                  | Formuła 3000                                                                | Wyniki                                                                      |
| 1998      | Juan Pablo Montoya                                                          | Lola-Zytek                                                                  | Formuła 3000                                                                | Wyniki                                                                      |
| 1999 *    | Benoît Tréluyer                                                             | Dallara-Renault Sodemo                                                      | Formuła 3 (Europejski Puchar Formuły 3)                                     | Wyniki                                                                      |
| 2000      | Jonathan Cochet                                                             | Dallara-Renault Sodemo                                                      | Formuła 3 (Europejski Puchar Formuły 3/Francuska Formuła 3)                 | Wyniki                                                                      |
| 2001      | Anthony Davidson                                                            | Dallara-Honda Mugen                                                         | Formuła 3 (Europejski Puchar Formuły 3)                                     | Wyniki                                                                      |
| 2002      | Renaud Derlot                                                               | Dallara-Renault Sodemo                                                      | Formuła 3 (Europejski Puchar Formuły 3/Francuska Formuła 3)                 | Wyniki                                                                      |
| 2003 *    | Fabio Carbone                                                               | Dallara-Opel Spiess                                                         | Formuła 3 (Formuła 3 Euro Series/Europejski Puchar Formuły 3)               | Wyniki                                                                      |
| 2004 *    | Nicolas Lapierre                                                            | Dallara-Opel Spiess                                                         | Formuła 3 (Formuła 3 Euro Series)                                           | Wyniki                                                                      |
| 2005 *    | Lewis Hamilton                                                              | Dallara-Mercedes HWA                                                        | Formuła 3 (Formuła 3 Euro Series)                                           | Wyniki                                                                      |
| 2006 *    | Romain Grosjean                                                             | Dallara-Mercedes HWA                                                        | Formuła 3 (Brytyjska Formuła 3)                                             | Wyniki                                                                      |
| 2007      | Wyścig 1 : Alain Menu                                                       | Chevrolet Lacetti                                                           | Wyścig Francji WTCC                                                         | Wyniki                                                                      |
| 2007      | Wyścig 2 : Augusto Farfus                                                   | BMW 320si                                                                   | Wyścig Francji WTCC                                                         | Wyniki                                                                      |
| 2008      | Wyścig 1 : Augusto Farfus                                                   | BMW 320si                                                                   | Wyścig Francji WTCC                                                         | Wyniki                                                                      |
| 2008      | Wyścig 2 : Andy Priaulx                                                     | BMW 320si                                                                   | Wyścig Francji WTCC                                                         | Wyniki                                                                      |
| 2009      | Wyścig 1 : Robert Huff                                                      | Chevrolet Cruze                                                             | Wyścig Francji WTCC                                                         | Wyniki                                                                      |
| 2009      | Wyścig 2 : Alain Menu                                                       | Chevrolet Cruze                                                             | Wyścig Francji WTCC                                                         | Wyniki                                                                      |
| 2010      | Nie rozgrywano                                                              | Nie rozgrywano                                                              | Nie rozgrywano                                                              | Nie rozgrywano                                                              |
| 2011      | Marco Wittmann                                                              | Dallara-Volkswagen                                                          | Formuła 3 (Trofeum Formuły 3)                                               | Wyniki                                                                      |
| 2012      | Raffaele Marciello                                                          | Dallara-Mercedes                                                            | Formuła 3 (Europejska Formuła 3/Brytyjska Formuła 3)                        | Wyniki                                                                      |
| 2013      | Luca Ghiotto                                                                | Tatuus-Renault                                                              | Formuła Renault 2.0 Pau Trophy                                              | Wyniki                                                                      |
| 2014      | Felix Rosenqvist                                                            | Dallara-Mercedes                                                            | Formuła 3 (Europejska Formuła 3)                                            | Wyniki                                                                      |